# 友部町
友部町（ともべまち）は、関東地方の北東部、茨城県中部の西茨城郡にあった町である。
2006年3月19日に、旧笠間市、岩間町と合併し、新制の笠間市が成立したことにより廃止された。
新制の笠間市役所の本庁は旧友部町域に置かれている。また、合併直前には旧笠間市より人口が多かった。

## 地理
茨城県のほぼ中央に位置し、北西部は八溝山系が緩やかに連なる丘陵地帯で、東南部は概ね平坦な大地が開ける。涸沼川が南西部を流れ涸沼に注ぐ。
- 川 : 涸沼川

### 隣接していた自治体
- 水戸市
- 旧笠間市
- 西茨城郡岩間町
- 東茨城郡茨城町

## 歴史
1955年1月15日、宍戸町・大原村・北川根村と鯉渕村の一部が合併して成立。
「友部」の名の由来はさして古くはなく、1895年に現在の水戸線の駅が設置された際、付近が「南友部村」と呼ばれた地域であったことにちなむ。上記4か町村が合併したのも、中学校の学区に合わせるためという、極めて政治的な理由に基づく。歴史的には、上記4か町村間に密接な関係はない。
大原村は明治以前は茨城の里と呼ばれた。大原の名そのものも、うばらき（茨城の古発音）が転訛した小原（おばら・現友部町大字小原）に由来する。茨城の里が文献に登場するのは非常に早く、古事記の神代巻にすでに「茨城国造」の語が登場する。常陸国風土記にもこの地についての記述があるが、風土記成立当時、すでにこの地域は茨城郡ではなく那珂郡となっていた。このため、「茨城」の名の由来となった地はここではなく茨城郡の中心地であった現石岡市近辺であるとする説もある。
中世には、後の宍戸町となる地域に宍戸荘が開かれ、やがてここに土着した八田知家の子孫・宍戸氏の勢力範囲となる。他方、小原地域には、室町時代中期に里見氏が土着し、小原城を築いて戦国期まで勢力を張った。この里見氏は後に安房の大名となった里見氏の祖先であると伝えられるが、確証はない。小原城は戦国末期に佐竹氏の攻撃により滅び、宍戸も関ヶ原の戦いの後秋田氏の領地となる。江戸期においては、宍戸は水戸藩連枝の領地となり、大原地区は天領となって明治維新を迎えた。

### 年表
- 1889年（明治22年）1月16日 - 大田町駅が開業。
- 1889年（明治22年）5月25日 - 大田町駅が宍戸駅に駅名変更。
- 1895年（明治28年）7月1日 - 友部駅が開業。
- 1953年（昭和28年）5月18日 - 国道122号（現在の国道50号）が制定。
- 1955年（昭和30年）
  - 1月15日 - 宍戸町・大原村・北川根村が合併し友部町が発足。
  - 3月31日 - 鯉淵村の一部（鯉淵・五平の一部）を編入。
  - 8月 -　「友部町報」（現「広報ともべ」）創刊。
- 1982年（昭和57年）4月1日 - 国道355号（石岡市 - 笠間市）が制定。
- 2000年（平成12年）12月2日 - 北関東自動車道友部ICが供用開始。
- 2006年（平成18年）3月19日 - 笠間市・岩間町と合併し、改めて笠間市が発足。同日友部町廃止。

### 行政区域変遷
※細かい町域の変遷は省略。
- 変遷の年表

| 友部町町域の変遷（年表） | 友部町町域の変遷（年表） | 友部町町域の変遷（年表） |
| 年                       | 月日                     | 旧友部町町域に関連する行政区域変遷 |
| ------------------------ | ------------------------ | --- |
| 1889年（明治22年）       | 4月1日                   | 町村制施行により、以下の町村がそれぞれ発足。 - 西茨城郡 - 宍戸町 ← 鴻巣村・南友部村・太田町村・平町村・矢野下村・大古山村・南小泉村 - 北川根村 ← 住吉村・湯崎村・長兎路村・仁古田村・随分附村・柏井村 - 大原村 ← 小原村・上市原村・中市原村・下市原村 - 東茨城郡 - 鯉淵村 ← 鯉淵村・下野新田・五平村・高田村 |
| 1955年（昭和30年）       | 1月15日                  | 宍戸町・大原村・北川根村が合併し友部町が発足。 |
| 1955年（昭和30年）       | 3月31日                  | 鯉淵村の一部（鯉淵・五平の一部）を編入。 |
| 2006年（平成18年）       | 3月19日                  | 笠間市・岩間町と合併し、改めて笠間市が発足。同日友部町廃止。 |

- 変遷表

| 友部町町域の変遷表（※細かい町域の変遷は省略。） | 友部町町域の変遷表（※細かい町域の変遷は省略。） | 友部町町域の変遷表（※細かい町域の変遷は省略。） | 友部町町域の変遷表（※細かい町域の変遷は省略。） | 友部町町域の変遷表（※細かい町域の変遷は省略。） | 友部町町域の変遷表（※細かい町域の変遷は省略。） | 友部町町域の変遷表（※細かい町域の変遷は省略。） | 友部町町域の変遷表（※細かい町域の変遷は省略。） | 友部町町域の変遷表（※細かい町域の変遷は省略。） |
| 1868年 以前                                     | 1868年 以前                                     | 明治元年 - 明治22年                             | 明治22年 4月1日                                 | 明治22年 - 昭和19年                             | 昭和20年 - 昭和64年                             | 平成元年 - 現在                                 | 現在                                            |                                                 |
| ----------------------------------------------- | ----------------------------------------------- | ----------------------------------------------- | ----------------------------------------------- | ----------------------------------------------- | ----------------------------------------------- | ----------------------------------------------- | ----------------------------------------------- | ----------------------------------------------- |
|                                                 | 鴻巣村                                          | 鴻巣村                                          | 宍戸町                                          | 宍戸町                                          | 昭和30年1月15日 友部町                          | 平成18年3月19日 笠間市                          | 笠間市                                          |                                                 |
|                                                 | 南友部村                                        |                                                 | 宍戸町                                          | 宍戸町                                          | 昭和30年1月15日 友部町                          | 平成18年3月19日 笠間市                          | 笠間市                                          |                                                 |
|                                                 | 太田町村                                        |                                                 | 宍戸町                                          | 宍戸町                                          | 昭和30年1月15日 友部町                          | 平成18年3月19日 笠間市                          | 笠間市                                          |                                                 |
|                                                 | 平町村                                          |                                                 | 宍戸町                                          | 宍戸町                                          | 昭和30年1月15日 友部町                          | 平成18年3月19日 笠間市                          | 笠間市                                          |                                                 |
|                                                 | 矢野下村                                        |                                                 | 宍戸町                                          | 宍戸町                                          | 昭和30年1月15日 友部町                          | 平成18年3月19日 笠間市                          | 笠間市                                          |                                                 |
|                                                 | 大古山村                                        |                                                 | 宍戸町                                          | 宍戸町                                          | 昭和30年1月15日 友部町                          | 平成18年3月19日 笠間市                          | 笠間市                                          |                                                 |
|                                                 | 南小泉村                                        |                                                 | 宍戸町                                          | 宍戸町                                          | 昭和30年1月15日 友部町                          | 平成18年3月19日 笠間市                          | 笠間市                                          |                                                 |
|                                                 | 住吉村                                          | 住吉村                                          | 北川根村                                        | 北川根村                                        | 昭和30年1月15日 友部町                          | 平成18年3月19日 笠間市                          | 笠間市                                          |                                                 |
|                                                 | 湯崎村                                          |                                                 | 北川根村                                        | 北川根村                                        | 昭和30年1月15日 友部町                          | 平成18年3月19日 笠間市                          | 笠間市                                          |                                                 |
|                                                 | 長兎路村                                        |                                                 | 北川根村                                        | 北川根村                                        | 昭和30年1月15日 友部町                          | 平成18年3月19日 笠間市                          | 笠間市                                          |                                                 |
|                                                 | 仁古田村                                        |                                                 | 北川根村                                        | 北川根村                                        | 昭和30年1月15日 友部町                          | 平成18年3月19日 笠間市                          | 笠間市                                          |                                                 |
|                                                 | 随分附村                                        |                                                 | 北川根村                                        | 北川根村                                        | 昭和30年1月15日 友部町                          | 平成18年3月19日 笠間市                          | 笠間市                                          |                                                 |
|                                                 | 柏井村                                          |                                                 | 北川根村                                        | 北川根村                                        | 昭和30年1月15日 友部町                          | 平成18年3月19日 笠間市                          | 笠間市                                          |                                                 |
|                                                 | 小原村                                          | 小原村                                          | 大原村                                          | 大原村                                          | 昭和30年1月15日 友部町                          | 平成18年3月19日 笠間市                          | 笠間市                                          |                                                 |
|                                                 | 上市原村                                        |                                                 | 大原村                                          | 大原村                                          | 昭和30年1月15日 友部町                          | 平成18年3月19日 笠間市                          | 笠間市                                          |                                                 |
|                                                 | 中市原村                                        |                                                 | 大原村                                          | 大原村                                          | 昭和30年1月15日 友部町                          | 平成18年3月19日 笠間市                          | 笠間市                                          |                                                 |
|                                                 | 下市原村                                        |                                                 | 大原村                                          | 大原村                                          | 昭和30年1月15日 友部町                          | 平成18年3月19日 笠間市                          | 笠間市                                          |                                                 |
|                                                 | 鯉淵村の一部                                    | 鯉淵村の一部                                    | 鯉淵村 の一部                                   | 鯉淵村の一部                                    | 昭和30年3月31日 友部町に編入                    | 平成18年3月19日 笠間市                          | 笠間市                                          |                                                 |
|                                                 | 五平村の一部                                    |                                                 | 鯉淵村 の一部                                   | 鯉淵村の一部                                    | 昭和30年3月31日 友部町に編入                    | 平成18年3月19日 笠間市                          | 笠間市                                          |                                                 |

## 行政
- 末代の町長：川上好孝

## 経済

### 産業
- 日本たばこ産業友部工場
- おとうふ家族

### 特産品
- 栗
- 菊
- 宍戸焼

## 主な学校
- 高等学校
  - 茨城県立友部高等学校
- 中学校
  - 友部町立友部中学校
  - 友部町立友部第二中学校
- 小学校
  - 友部町立宍戸小学校
  - 友部町立友部小学校
  - 友部町立友部第二小学校
  - 友部町立大原小学校
  - 友部町立北川根小学校

## 交通
東京方面と栃木県方面を結ぶ交通の結節点である。

### 鉄道
- 東日本旅客鉄道
  - ■常磐線
    - 友部駅

  - ■水戸線
    - 友部駅 - 宍戸駅

### 道路
- 高速道路
  - 常磐自動車道
    - （友部SA） - 友部JCT

  - 北関東自動車道
    - 友部JCT - 友部IC
- 一般国道
  - 国道50号
  - 国道355号
- 主要地方道
  - 茨城県道16号大洗友部線
  - 茨城県道30号水戸岩間線
  - 茨城県道52号石岡城里線
- 一般県道
  - 茨城県道105号友部内原線
  - 茨城県道109号稲田友部線
  - 茨城県道193号杉崎友部線
  - 茨城県道281号平友部停車場線

## 観光・祭事
- 北山公園
- ふるさと友部まつり